# Le grandi storie della fantascienza 5
Le grandi storie della fantascienza 5 (titolo originale Isaac Asimov Presents the Great SF Stories 5 (1943)) è un'antologia di racconti di fantascienza raccolti e commentati da Isaac Asimov e Martin H. Greenberg. Fa parte della serie Le grandi storie della fantascienza e comprende racconti pubblicati nel 1943.
È stata pubblicata nel 1981 e tradotta in italiano l'anno successivo.

## Racconti
- La caverna (The Cave), di P. Schuyler Miller
- Halfling (The Halfling), di Leigh Brackett
- Eran Birbizzi i Borogovi (Mimsy Were the Borogoves), di Henry Kuttner
- R.U.Q. (Q.U.R.), di Anthony Boucher
- Conflitto notturno (Clash By Night), di Henry Kuttner
- Esilio (Exile), di Edmond Hamilton
- Incubo di Vargas (Daymare), di Fredric Brown
- La porta del tempo (Doorway Into Time), di C. L. Moore
- L'uragano galattico (The Mixed Men), di A. E. Van Vogt
- Il robot vanitoso (Robots Have No Tails), di Henry Kuttner
- Symbiotica (Symbiotica), di Eric Frank Russell
- Il sistema ferroso (The Iron Standard), di Henry Kuttner

## Edizioni
- (EN) Isaac Asimov Presents The Great SF Stories 5 (1943), DAW Books, 1981.
- Le grandi storie della fantascienza 5 (1943), traduzione di Antonio Bellomi, SIAD Edizioni, 1982.
- Le grandi storie della fantascienza 5, traduzione di Antonio Bellomi, Bompiani, 1991, ISBN 88-452-1677-2.
- Le grandi storie della fantascienza 5, traduzione di Antonio Bellomi, RCS Periodici, 2006.